# مرقة جلبانة
مرقة جلبانة
أو مرق جلبانة، وإذا أُعدّ في طاجين يسمى "طاجبن جلبانة"، وهو نوع من المرق الذي يعدّ بحبوب الجلبان (البزلاء) بشكل رئيسي، مع لحم البقري أو الدجاج أو لحم الخروف، وهي من الأطباق التي يتميز بها مطبخ دول المغرب العربي، ولها شعبية كبيرة خصوصا في المناطق الفلاحية التي تتعاطى نشاط زراعة الجلبان، ممّا يجعل هذه البذرة متوفرة وفي متناول الساكنة المحلية طرية وبشكل عضوي وطبيعي.

## المكونات
على الطريقة المغربية:
- لحم أو دجاج أو  الحبار حسب الرغبة
- ثومه وقليل من البطب المقطع
- القزبرة والبقدونس
- الملح
- قليل من بوذرة الفلفل الأسود+الزنجبيل+الزعفران أو عود العرك
- زيت الزيتون
- حامض مرقد
- بطاطس (حسب الاختيار)
- طماطم (حسب الاختيار)
- بروكلي(حسب الاختيار)
- زيتون بلا عظم[2]

## الطريقة
نقلي البصل واللحم في الزيت على نار هادئة، ثم نضيف الهريسة، معجون الطماطم، البهارات وقليل من الماء ونتركهم على نار هادئة.
بعد نصف ساعة نضيف البازيلا، بطاطا، الجزر، السبانخ والبقدونس المفروم ونتركها على النار لمدة نصف ساعة أخرى.

## معرض صور

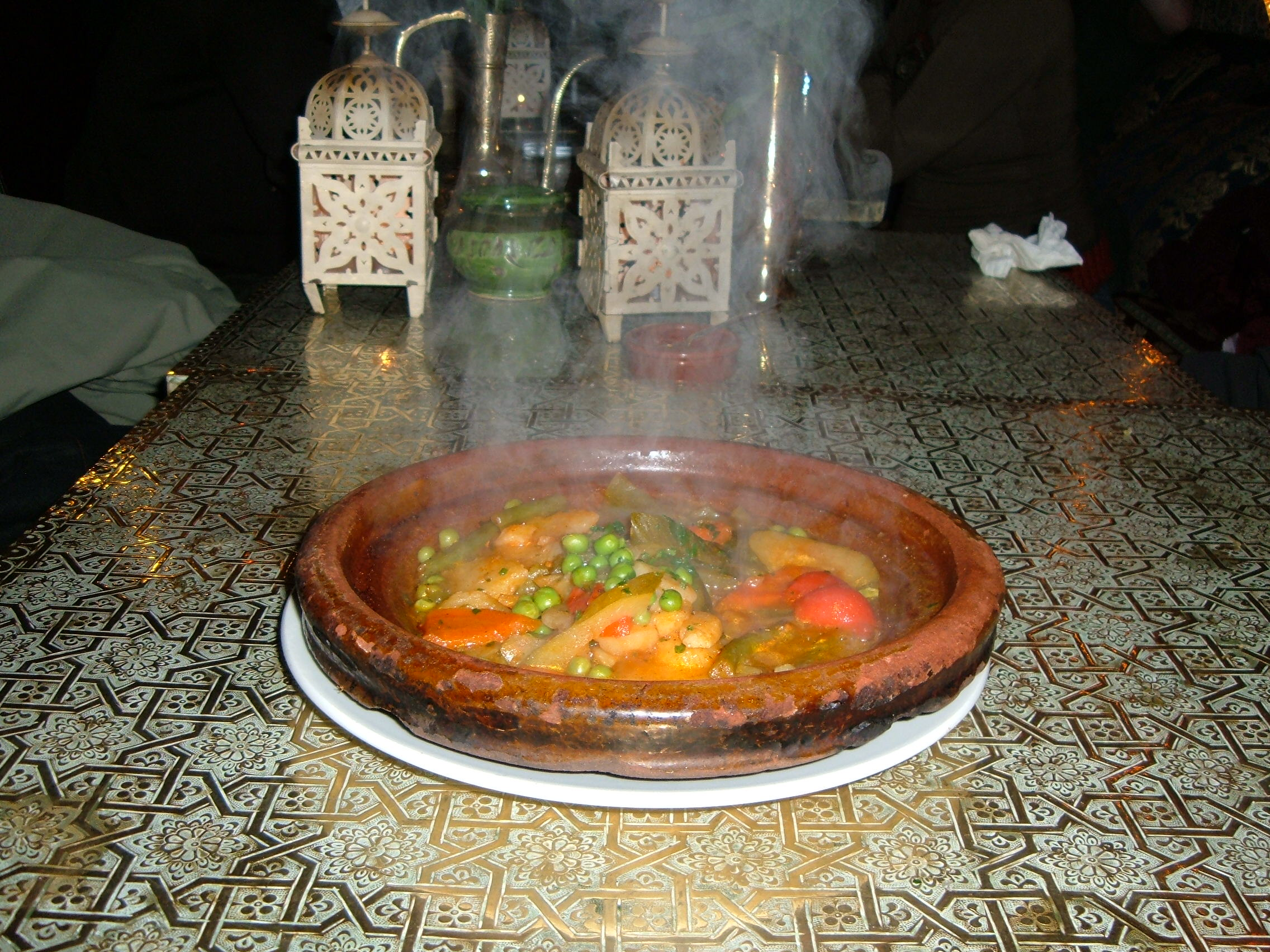
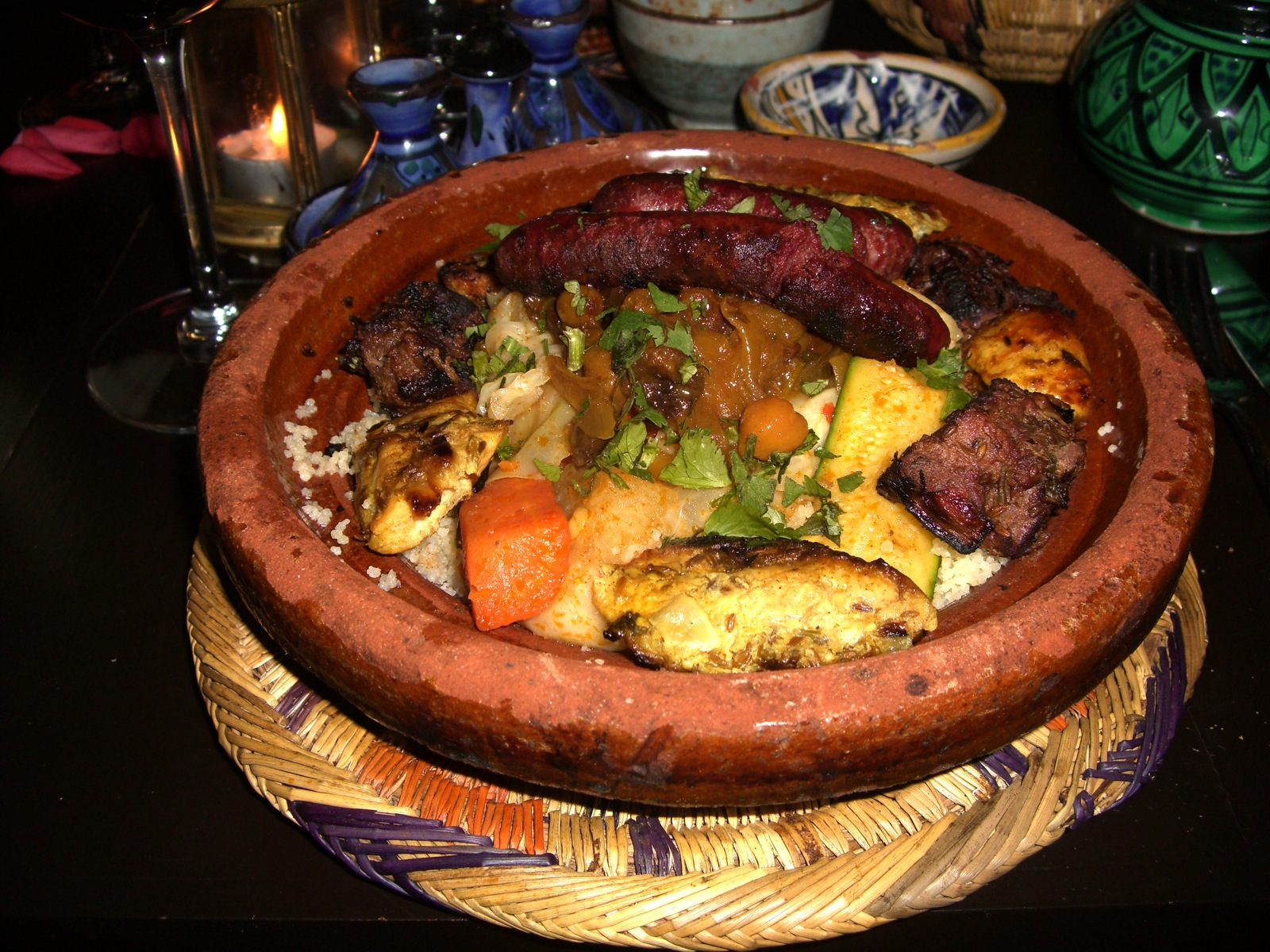
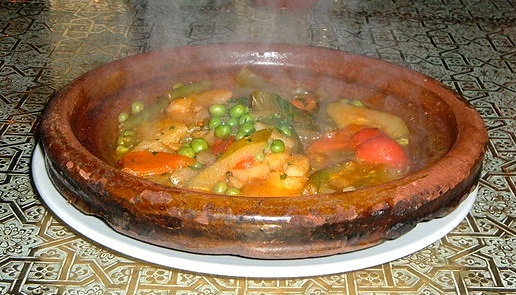
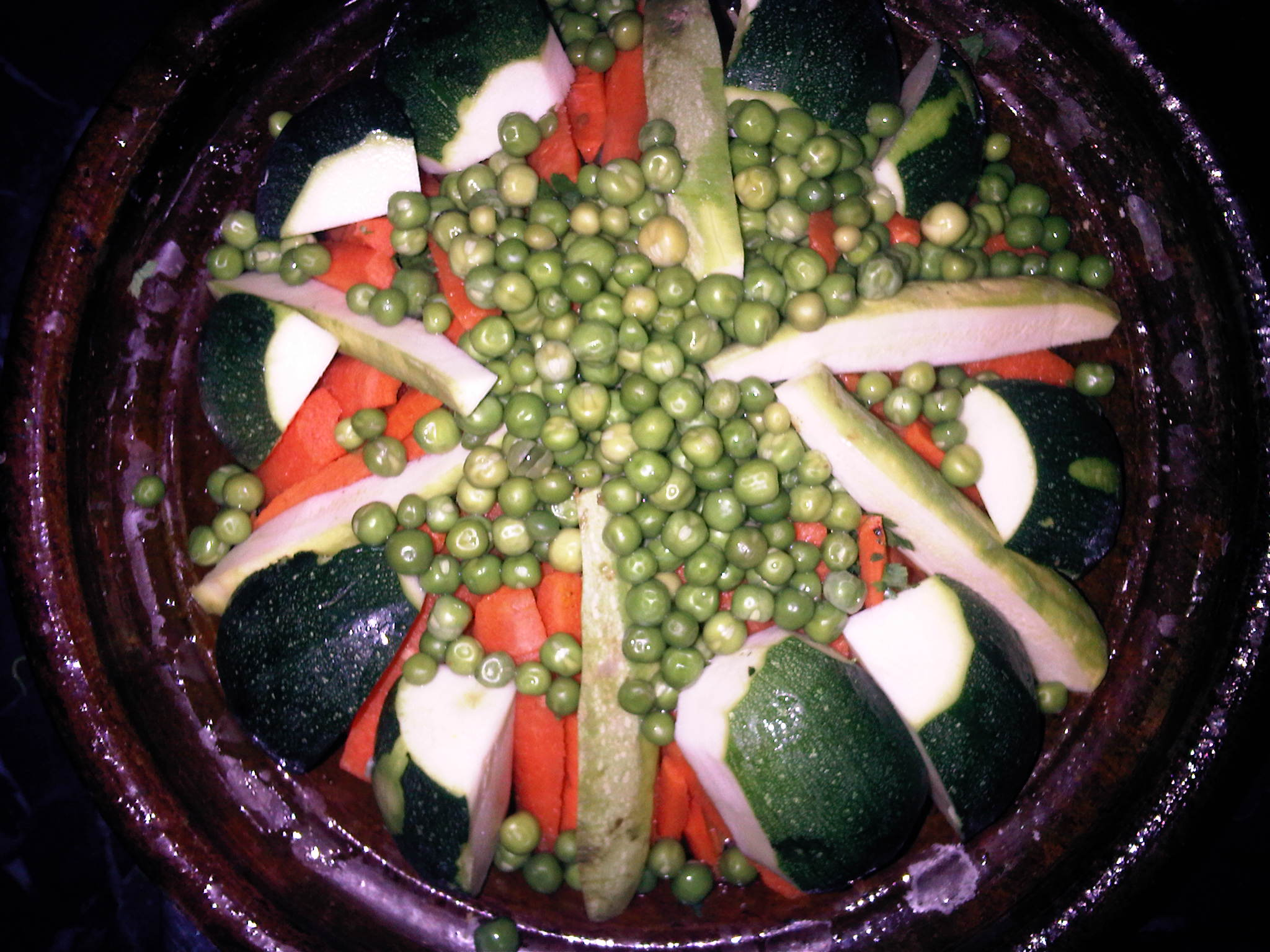

## وصلات خارجية
- مرقة جلبانة مدونة وصفات الطبخ المغربي
- (فيديو) طاجين جلبانة